# Głębia
Głębia (także głębokość) – w oceanografii przestarzały termin ograniczający się do głębokości poniżej 6000 m.